# 1608
- Wikisource

| Calendário gregoriano                                                        | 1608 MDCVIII                         |
| Ab urbe condita                                                              | 2361                                 |
| Calendário arménio                                                           | 1057 – 1058                          |
| Calendário bahá'í                                                            | -236 – -235                          |
| Calendário budista                                                           | 2152                                 |
| Calendário chinês                                                            | 4304 – 4305 Início a 16 de fevereiro |
| Calendário copta                                                             | 1324 – 1325                          |
| Calendário etíope                                                            | 1600 – 1601                          |
| Calendários hindus - Vikram Samvat - Calendário nacional indiano - Cáli Iuga | 1663 – 1664 1529 – 1530 4708 – 4709  |
| Calendário Holoceno                                                          | 11608                                |
| Calendário islâmico                                                          | 1017 – 1018                          |
| Calendário judaico                                                           | 5368 – 5369                          |
| Calendário persa                                                             | 986 – 987                            |
| Calendário rúnico                                                            | 1858                                 |
| Calendário solar tailandês                                                   | 2151                                 |

1608 (MDCVIII, na numeração romana) foi um ano bissexto do século XVII do actual Calendário Gregoriano, da Era de Cristo, e as suas letras dominicais foram  F e E (52 semanas), teve início a uma terça-feira e terminou a uma quarta-feira.
| Ano completo                          |
| ------------------------------------- |
| Ano bissexto com início à terça-feira |

## Eventos

Mapa da Nova França, por Samuel de Champlain.

- 11 de Fevereiro  - Inundações em Angra do Heroísmo, ilha Terceira, desde as 9 h da noite começou a chover intensamente, mantendo-se toda a noite e aumentado pela madrugada, provocando o extravasamento da Ribeira de Santa Luzia. As águas correram pela R. da Miragaia, dividindo-se pelas Ruas do Marquês e do Palácio, confluindo na R. Direita. A corrente derrubou as muralhas do portão do porto (Portas do Mar), matando 19 pessoas e arrastando casas.
- Criação da Ordem militar do Sangue de Cristo, em Mântua.
- Ano de criação do telescópio
- Samuel de Champlain funda Quebec, que passa a ser a capital da enorme, mas pouco povoada, colónia de Nova França (também chamada "Canada")
- Naufrágio junto à costa da ilha Terceira, Açores, da nau espanhola “Capitânia” de Don Juan de Salas Valdes.

## Nascimentos
- 26 de Janeiro - Johannes Henricus Ursinus, foi humanista, teólogo luterano e erudito alemão (m. 1667).
- 06 de fevereiro - Padre António Vieira, diplomata e escritor português.
- 23 de novembro - Francisco Manuel de Melo, escritor, político e militar português (m. 1666).

## Epacta e idade da Lua
| Epacta gregoriana | 13      |
| Idade da Lua      | Letra n |

## Por tema
- 1608 na literatura